# 장링푸

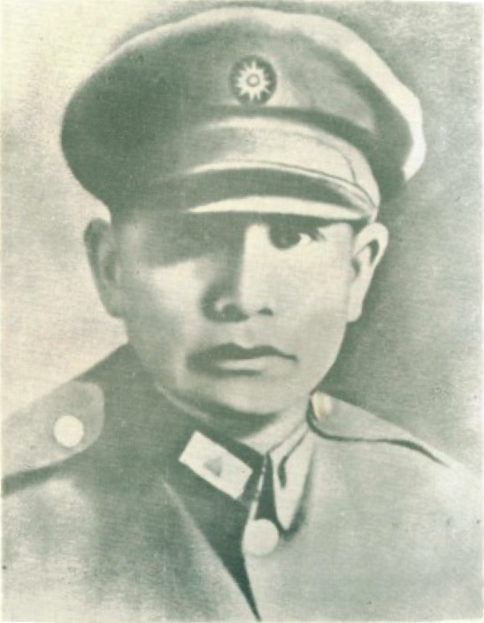
장링푸

장링푸'(張靈甫, Zhāng Língfǔ, 1903년 8월 20일 ~ 1947년 5월 16일)는 중화민국 국민혁명군의 고위급 장군이다. 그는 성공적으로 중공군과 일본군을 무찔렀다. 1947년 그의 부대는 육군 원수 천이와 장군 쑤위가 이끄는 중공군 부대에 둘러싸였다. 국민혁명군 동료들에 의한 구출 노력이 제때에 도달하지 못함에 따라 장링푸는 중공군 포위로부터 빠져나올 수 없었고 1947년 5월 16일, 중화민국 산둥성 린이시 멍인현의 멍량구 전역에서 전사했다.

## 어린 시절
장링푸는 시안 근교 시골 신사 가문에서 태어났는데 초명은 장중린(鐘麟)이었다. 그는 학창 시절 서예에 재능을 보였고 당대의 유명한 서예가이자 교육가였던 위유런의 칭찬을 받았다. 1924년 그는 베이징 대학 사학과에 입학했으나 중퇴하고 다른 학생들과 황포군관학교에 입학했는데 그의 유명한 급우들에는 두위밍, 판한제, 리미, 추칭촨, 후롄, 류위장, 관린정, 임표가 있었다. 4기 졸업생으로서 북벌에 참가했다. 국공결렬 이후 그는 국민혁명군에 남았고 이후 후쭝난의 지휘 하에 중화소비에트공화국에 대한 초공 작전에 참가했다. 1936년 그는 그의 아내의 외도를 의심하여 그의 집에서 그녀를 쏴서 죽였다. 장제스는 그를 징역 10년에 처하게 했다.

## 중일 전쟁
1년 안 되는 기간 동안 감옥에 갇힌 후 중일 전쟁이 발발했고 그의 상관 왕야오우는 성공적으로 그를 보석으로 석방시켰고 연대장에 임명했다. 장링푸는 상하이 전투와 난징 전투의 치열한 시가전에 참전했다. 1938년 그는 우한 전역의 완자링 전투 동안 여단장으로 진급했고 일본군의 후퇴를 차단하는 파견대를 개인적으로 이끌어 전투를 승리로 이끌었다. 1939년 그는 난창 전투 동안 왼쪽 다리를 다쳤다. 의사는 치료가 다 될 때까지 한 달 이상 걸린다고 했지만 그는 창사 전투에 돌아와 참전했다. 그 결과 몸이 다 낫지 못했고 그의 동료들은 그를 절름발이 장군이라고 불렀다. 그후 그는 51사단 부사단장과 74군단 부지휘관으로 진급했다. 1943년 장링푸는 개인적으로 창더 전투에서 포위된 아군 수비부대들을 구출하는 기동 부대를 이끌어서 일본군이 후퇴했고 장제스는 그를 모범적인 군인이라고 불렀다. 헝양 전투에서 일본군의 공격으로부터 팡셴줴 장군을 구하지 못했지만 선전했고 최선을 다했기 때문에 징계를 받지 않았다. 이후 그의 상관 왕야오우는 그를 미국 육군참모대학교로 보냈고 장링푸는 최고 성적으로 졸업했다. 1945년 5월 그는 왕야오우 휘하에서 상서회전에 참전했고 훈장을 받았으며 허잉친은 그를 74군단장에 임명했다.

## 국공내전

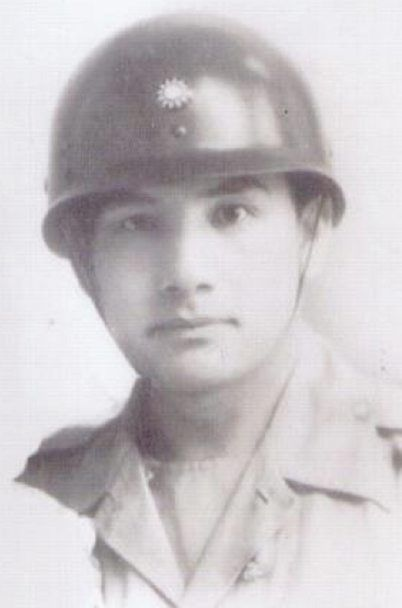
1947년의 장링푸

국공내전 발발 후 장제스는 미국에서 훈련을 받고 장비를 갖춘 그의 사단들을 엘리트 부대 다섯으로 재조직했는데 여기에는 순리젠의 1군, 랴오야오샹의 신설 6군, 추칭촨의 5군, 후롄의 18군, 장링푸의 74군단이 있었다. 수많은 국민당군 동료들처럼 장링푸도 중공군 통제 지역들에 성공적으로 진격했고 1946년 8월 중공군에 대항하여 량화이 방어전에서 이겼다. 1947년 초 장링푸는 전략을 바꿔 후쭝난과 구중퉁 지휘 하에 연안과 산둥을 공격했고 74군단은 산둥성으로 진군했다. 이들이 부대 전열을 집중시켜 중공군의 게릴라 전술을 무용지물로 만들었기 때문에 중공군 사령관 천이와 쑤위는 전투를 피하고자 했다. 탕언보는 장링푸의 74군단이 원래 목표보다 더 멀리 진군하도록 했는데 그 결과 1947년 5월 12일 중공군 5병단에 포위됐다. 장제스는 황바이타오의 25사단, 리톈샤의 83사단, 후롄의 11사단, 추칭촨의 5사단이 74군단을 구하도록 했으나 리톈샤는 장링푸를 질투했기 때문에 병력 약간만을 보냈고, 황바이타오는 최선을 다했지만 탱크와 항공 지원을 받았음에도 불구하고 실패했고, 추칭촨과 후롄은 74군단을 돕기에는 멀리 떨어져 있었다. 상황은 첩보 측면에서도 좋지 못했는데, 고위급 공산당 간첩들이 중국국민당 국방부에 침투했기 때문이었다. 궈루구이와 류페이 등이 중공군 사령관들에 대한 핵심 군사 계획들을 유출했다. 험난한 산악 지형도 장링푸로 하여금 중화기를 사용하지 못하게 했다. 1947년 5월 16일 장제스는 장링푸와 74군단을 구하라고 재차 명령했지만 국민당 장군 그 누구도 해내지 못했다. 장링푸는 15시 경 동굴 은신처에서 전사했다.

## 사후
그의 사후 74군단이 전투 서열에서 배제됐고 후에 재창설되지만 이전과 같은 힘을 되찾지 못하고 다음해 화이하이 전역에서 다시 와해됐다. 재앙적인 패배에 장제스는 구중퉁을 육군 야전사령관으로 삼는 것으로 대응했고 탕언보는 제1야전군 사령관에서 경질되고 리톈샤는 군법회의에 회부되어 이후 2년 간 군부대를 지휘하지 못했다. 황바이타오는 질책을 받았지만 25사단장직은 유지했다. 장개석은 공산군으로부터 장링푸의 유해를 되찾은 후 국장을 조직했고 산둥성 멍인현의 이름이 바뀌었으며 구축함 한 척이 그의 이름을 따오게 됐다.